# Лин, Джудит
Джудит Лин (англ. Judith L. Lean; род. 1953, Австралия) — австралийско-американский учёный-физик, климатолог.
Доктор философии, старший научный сотрудник United States Naval Research Laboratory, где трудится с 1986 года, член НАН США (2003) и Американского философского общества (2013). Трижды удостоилась NASA Group Achievement Award.

## Биография
Гражданка США с 1992 года.
Окончила с отличием Австралийский национальный университет (бакалавр, 1975).
Степень доктора философии по физике атмосферы получила в Аделаидском университете в 1982 году.
С 1981 по 1986 год научный сотрудник Колорадского университета в Боулдере.
С 1986 года работает в United States Naval Research Laboratory, ныне старший научный сотрудник.
Фелло Американского геофизического союза (2002).
Опубликовала 150 научных работ.